# Yibbi Jansen
Yibbi Jansen ('s-Hertogenbosch, 18 de novembro de 1999) é uma jogadora de hóquei sobre a grama neerlandesa.

## Carreira
Ela começou a jogar pelo HC Den Bosch aos sete anos de idade, passando por todas as equipes juvenis, e mudou-se para Oranje-Rood em Eindhoven em 2016.
Jansen fez sua estreia pela seleção holandesa em 27 de janeiro de 2018, aos dezoito anos, em uma partida contra os Estados Unidos. Ela é filha do ex-goleiro de hóquei em campo Ronald Jansen..
Nos Jogos Olímpicos de Verão de 2024, em Paris, conquistou a medalha de ouro no torneio feminino do hóquei sobre a grama, após vencer a final contra a equipe chinesa por pênaltis.